# Campeonato de Francia de Rugby 15 1932-33
El Campeonato de Francia de Rugby 15 1932-33 fue la 37.ª edición del Campeonato francés de rugby, la principal competencia del rugby galo.
El campeón del torneo fue el equipo de Lyon Olympique quienes obtuvieron su segundo campeonato.

## Desarrollo

### Segunda Fase
| Equipo   | Puntos   |
| -------- | -------- |
| Narbonne | 4 puntos |
| Bayonne  | 2 puntos |
| Toulon   | 0 puntos |

| Equipo      | Puntos   |
| ----------- | -------- |
| Lyon OU     | 2 puntos |
| Pau         | 2 puntos |
| UA Libourne | 2 puntos |

### Final
| 7 de mayo de 1933 | Lyon Olympique | 10 - 3  | RC Narbonne | Parc des sports, Bordeaux |  |
|                   |                | Reporte |             |                           |  |

| Bandera de Francia     |
| Campeón Lyon Olympique |
| Segundo título         |